# نینگ شیانکوی
نینگ شیانکوی (انگلیسی: Ning Xiankui؛ زادهٔ ۱۹ مهٔ ۱۹۶۷) شمشیرباز اهل چین بود. وی در بازی‌های المپیک تابستانی ۱۹۹۲ شرکت کرده‌است.